# Pays-Bas aux Jeux olympiques d'hiver de 1988
Cet article contient des informations sur la participation et les résultats des Pays-Bas aux Jeux olympiques d'hiver de 1988 qui ont eu lieu à Calgary au Canada.

## Médaillés
| Médaille | Nom               | Sport               | Épreuve              |
| -------- | ----------------- | ------------------- | -------------------- |
| Or       | Yvonne van Gennip | Patinage de vitesse | 1 500 mètres femmes  |
| Or       | Yvonne van Gennip | Patinage de vitesse | 3 000 mètres femmes  |
| Or       | Yvonne van Gennip | Patinage de vitesse | 5 000 mètres femmes  |
| Argent   | Jan Ykema         | Patinage de vitesse | 500 mètres hommes    |
| Argent   | Leo Visser        | Patinage de vitesse | 5 000 mètres hommes  |
| Bronze   | Gerard Kemkers    | Patinage de vitesse | 5 000 mètres hommes  |
| Bronze   | Leo Visser        | Patinage de vitesse | 10 000 mètres hommes |

## Résultats

### Patinage de vitesse
| Épreuve  | Athlète          | Course          | Course |
| Épreuve  | Athlète          | Temps           | Rang   |
| -------- | ---------------- | --------------- | ------ |
| 500 m    | Menno Boelsma    | 37 s 52         | 16     |
| 500 m    | Hein Vergeer     | 37 s 80         | 24     |
| 500 m    | Jan Ykema        | 36 s 76         | 2      |
| 1 000 m  | Menno Boelsma    | 1 min 15 s 34   | 24     |
| 1 000 m  | Hein Vergeer     | 1 min 14 s 62   | 15     |
| 1 000 m  | Jan Ykema        | N'a pas terminé | –      |
| 1 500 m  | Hein Vergeer     | 1 min 56 s 63   | 27     |
| 5 000 m  | Herbert Dijkstra | 6 min 54 s 63   | 13     |
| 5 000 m  | Gerard Kemkers   | 6 min 45 s 92   | 3      |
| 5 000 m  | Leo Visser       | 6 min 44 s 98   | 2      |
| 10 000 m | Herbert Dijkstra | 14 min 22 s 53  | 11     |
| 10 000 m | Gerard Kemkers   | 14 min 08 s 34  | 5      |
| 10 000 m | Leo Visser       | 14 min 00 s 55  | 3      |

| Épreuve | Athlète           | Course           | Course |
| Épreuve | Athlète           | Temps            | Rang   |
| ------- | ----------------- | ---------------- | ------ |
| 500 m   | Christine Aaftink | 41 s 22          | 17     |
| 500 m   | Ingrid Haringa    | 41 s 12          | 15     |
| 1 000 m | Christine Aaftink | 1 min 21 s 63    | 12     |
| 1 000 m | Ingrid Haringa    | 1 min 23 s 15    | 21     |
| 1 500 m | Yvonne van Gennip | 2 min 00 s 68 RO | 1      |
| 1 500 m | Marieke Stam      | 2 min 07 s 00    | 12     |
| 3 000 m | Yvonne van Gennip | 4 min 11 s 94 RM | 1      |
| 3 000 m | Ingrid Paul       | Disqualifiée     | –      |
| 3 000 m | Marieke Stam      | 4 min 28 s 92    | 16     |
| 5 000 m | Yvonne van Gennip | 7 min 14 s 13 RM | 1      |
| 5 000 m | Ingrid Paul       | 7 min 40 s 67    | 14     |
| 5 000 m | Marieke Stam      | 7 min 38 s 02    | 13     |